# Sennfeld
Sennfeld – miejscowość i gmina w Niemczech, w kraju związkowym Bawaria, w rejencji Dolna Frankonia, w regionie Main-Rhön, w powiecie Schweinfurt. Leży około 3 km na wschód od Schweinfurtu, nad Menem, przy autostradzie A70 i linii kolejowej Kitzingen – Schweinfurt.

## Polityka
Wójtem jest Emil Heinemann. Rada gminy składa się z 16 członków:
|      | CSU | SPD | Wolni Wyborcy | Zieloni | Razem     |
| 2002 | 5   | 5   | 4             | 2       | 16 miejsc |